# Eldar Qasımov
Eldar Qasımov (Bakoe, 4 juni 1989) is een Azerbeidzjaanse zanger.

## Biografie
Qasımov nam deel aan de Azerbeidzjaanse voorronde van het Eurovisiesongfestival: Milli Seçim Turu 2011. Hij trad aan in de zesde voorronde, waar hij tweede werd. Volgens de reglementen zou hij zijn uitgeschakeld, ware het niet dat de vakjury uit het niets een wildcard gaf aan Qasımov, waardoor hij toch doorstootte naar de halve finale. Deze overleefde hij, waarna hij deelnam aan de finale op vrijdag 11 februari 2011. Het was de bedoeling dat er één artiest zou gekozen worden die het land mocht vertegenwoordigen op het Eurovisiesongfestival 2011 in Düsseldorf, Duitsland. Echter, de jury week alweer af van het plan en koos voor twee kandidaten: Eldar Qasımov zal zo samen met de 30-jarige Nigar Camal Azerbeidzjan vertegenwoordigen op het Eurovisiesongfestival. Het lied wat Ell & Nikki zongen heeft de titel Running scared. Op 10 mei traden zij aan in de eerste halve finale. Daarin werd bekend dat ze bij de beste tien waren (na de finale bleek dat ze tweede waren, achter Griekenland) en naar de finale op 14 mei mochten. In de finale traden ze als negentiende op en behaalden met 221 punten de eerste overwinning voor Azerbeidzjan in het songfestival.
Een jaar later, toen het Eurovisiesongfestival in de Azerbeidzjaanse hoofdstad Bakoe plaatsvond, was Qasımov een van de drie presentatoren.

## Discografie

### Singles
| Single met eventuele hitnotering(en) in de Nederlandse Top 40 | Datum van verschijnen | Datum van binnenkomst | Hoogste positie | Aantal weken | Opmerkingen                                                     |
| ------------------------------------------------------------- | --------------------- | --------------------- | --------------- | ------------ | --------------------------------------------------------------- |
| Running scared                                                | 16-05-2011            | -                     |                 |              | als Ell & Nikki / met Nigar Camal / Nr. 59 in de Single Top 100 |

| Single met hitnotering(en) in de Vlaamse Ultratop 50 | Datum van verschijnen | Datum van binnenkomst | Hoogste positie | Aantal weken | Opmerkingen                       |
| ---------------------------------------------------- | --------------------- | --------------------- | --------------- | ------------ | --------------------------------- |
| Running scared                                       | 2011                  | 21-05-2011            | 37              | 2            | als Ell & Nikki / met Nigar Camal |